# チン・イハン
チン・イハン（진이한、Jin YiHan、真 理翰、1978年10月10日 - ）は、韓国の男性俳優。身長180cm、体重71kg。血液型O型。干支-午（うま）。星座-天秤座。日本ではドラマ『奇皇后 〜ふたつの愛 涙の誓い〜』のタルタル役で有名になった。
2002年、ノンバーバル・パフォーマンス作品『UFO』でミュージカル俳優でデビュー。2004年ミュージカル『ルナティック』から芸名チン・イハンで活動。2016年9月ドラマ『黄金のポケット』から芸名をキム・ジハンに変更。2018年1月ドラマ『クロス』から再びチン・イハンに戻した。
チン・イハン（真 理翰）の名前は、「常に真の姿で道理を守り、高く飛び立ち夢を叶える」という意味。
ソウル芸術大学視覚デザイン学科卒業（2年制の大学）。

## 趣味・特技
趣味：ゴルフ。

特技：ムエタイ、ダンス、フィンガーバレー（指ダンス）、声色、筆、絵。

## 人物像
幼少時からタレント的才能に優れ、踊りと歌が得意だった。小さい時からよく絵を描いており、美術の教科書に掲載されたことがある。中学生のころからジムに通っていた。物心つくころから父が宙返りをさせてくれていたが、本人も踊るのが好きで兄と共にテレビを見ながらダンスのモノマネをよくしていた。ドラマの役やバラエティ番組『世界の中を変えるクイズ! 세바퀴 』（2010.08.28）でバク転ダンスの腕前を披露している。
「声と容姿は父譲りで俳優をやるにあたり素養を育ててくれて有難いと思っている」とコメントしている。太い眉毛が印象的で通称「眉毛兄さん」と呼ばれていた。「若い世代の役者さんたちはカッコいい役をやりたがるが、私の場合は舞台やミュージカル作品にたくさん出たこともあってカッコいい役でなければいけないとは考えない。役柄にあまり差を感じることはない」と語っている。
ファンミーティングで「本当に自分のことを一度もかっこいいと思ったことがありません。本当に・・」と発言し、会場から驚きの声が上がった。また「中学3年生までサンタクロースが存在してると思っていました。純粋ではなくてバカでしたね」と述べた後、「子供の頃、父がサンタの格好をして来た時、本当のサンタだと思って嬉しくて泣きました」と、人柄を感じるコメントをしている。褒められたり自分のことを話す際、恥ずかしそうに顔を覆うなどシャイな仕草がみられる。1人1人に視線を送り、「お顔を拝見すれば、どこで何を差し入れて応援して下さった方なのか、すべて憶えています」などとコメント。厳格な両親の影響が大きく、誠実で礼儀正しい。夜の門限は大学時代さえ10時で外泊もできない青春時代を過ごす。ゲイだと噂された時期について「つらい」、恋愛においては 「本当に孤独で死にそうです」と説明。「年齢を重ねて相手を思いやり、気持ちを理解しようとする恋愛スタイルになった」。また「クールな役が多かったので誤解されている方が多いようですが、私自身はコミカルなことが大好きですし、とても愛情深いです」と語っている。

### 兵役
1998年に入隊し、第22歩兵師団新兵教育大助教（銃剣術の教員）として軍服務を終了。2011年のKBS2『命名 受けました（명받았습니다）』（軍隊遊びバラエティー番組）で、自分の専攻だった銃剣術の試験を時々見せた。

## 経歴・エピソード
ノンバーバル・パフォーマー出身の演技派俳優。

1998年から兵役2年（19〜20歳頃）、2000年からソウル芸術大学に2年（21〜22歳頃）、2002年ミュージカル俳優デビュー（23歳頃）。7年ほどミュージカルをやっていた。
2003年 TVバラエティー番組『山荘ミーティング〜バラの戦争』には本名で出演している。

23歳からダンス歌手や俳優のオファーは多くきたが、「パッと売れてパッと消えるスターになりたくなかった。一生役者をやりたいからすべて断っていた」とのこと。29歳の時（2007年）、舞台に立つことだけが自分の道と思い悩み、家から出ずに何もしない3ヶ月間を過ごす。専攻を生かして大学で似顔絵を描こうかなど、自分は何をすべきか考え抜いた結果、本格的に俳優業に乗り出す。
2007年にドラマ『漢城別曲』の公開オーディションを受けたところ、端役の予定が監督に見込まれて主演に大抜擢され、テレビに初登場。『漢城別曲』は朝鮮王朝第22代正祖（イ・サン）時代の話で、事件の解決に関わる両班の息子役を主演で演じた。この役を完全に消化するために乗馬と剣術練習に取り組んだ。
2008年ドラマ『どなたですか？～天国からのメッセージ～』は、娘が不憫で死にきれない父が、冷徹エリート実業家の身体に1日3時間、49日間だけ憑依できることになったラブミステリーで、助演。2008年ドラマ『ラブリー・ファミリー黄金期』は、秘密がバレていく3人姉弟の波乱万丈ホームドラマで弟役を演じた。
2010年ドラマ『風吹くよき日』で、仕事が出来るクールで優秀な二枚目、でもプライベートでは愛嬌のある未婚のシングルファザー役で主演。すべてが揃った男前の役を初めて演じ、「かっこいい」と一気にファン層を獲得。
2010年の映画『脱走（Break Away）탈주』で、31歳だが21歳の兵士役を演じた。この撮影中は常に野山を駆け回っていて、足が折れたか？と思うほど体をひどく負傷した。
2010年のバラエティ番組『Happy Together（해피투게더）』（2010.09.03）に、映画『脱走』で共演した女優ソ・ユジンと出演。撮影終了後も年下の彼女がタメ口で話しかけている。サウナ室で頭にタオルを巻いた姿でダンスや声のものまねを披露。この番組の収録前、ハードスケジュールで点滴をしている。
兵役を終えても軍服を着る機会が多い。2010年の映画『脱走（Break Away）탈주』で兵士役、2011年のバラエティ番組『命令 受けました（명받았습니다）』で軍服出演、2011年のドタバタ恋愛コメディドラマ『来た、来た、マジで来た』で肩幅の広い凛々しい軍服姿で登場している。
2011年の爆笑ラブコメディ番組『まるごとマイ・ラブ』で、チョン理事としてコミカルな姿や得意のダンスを視聴者に見せた。口癖は「質問は私がします」。当初120話の予定が人気を博して全210話になった。チン・イハンの登場は83話から準主演。2011年『愛情万々歳』でイメージが悪いと降板した俳優の替わりに悪役を引き受けた。2011年ドラマ『来た来た 、マジで来た』は、30歳を目前にした男女3人が織りなすドタバタ恋愛コメディで、主演の離婚専門弁護士を演じた。2011年ドラマ『 What's Up（ワッツ・アップ） 』は、ミュージカル学生の奮闘記で、チン・イハンは9〜13、19、20話に端役で出演。2012年の『ドラマスペシャル-もう一度ウェディング』で主演。一言だけ日本語のセリフがある。
2012年ドラマ『Dr.JIN』でJYJのジェジュンと共演し、脇役だが優しい兄の印象で認知度が上がった。この撮影の終了1週間前、撮影移動中に居眠り運転の車と交通事故に遭っている。セリフが入る状態ではなかったが、スケジュールに空きがないため撮影終了まで病院に行かなかった。「すぐには後遺症が治らなくてもどかしい」とコメントしている。『Dr.JIN』でJYJのジェジュンと再会し、プライベートでも一緒に遊ぶ仲になった。ツーショットの写真もいくつか出回っており、当時2人の関係はファンの間では有名だった。2人は撮影中などに同居していた時期があり、ジェジュンはインタビューで「もしチン・イハンが女なら付き合いたい」と発言したが、それに対してチン・イハンは「もしジェジュンが女なら付き合いません」と回答している。
2012年MBCバラエティ番組『コイカの夢 코이카의 꿈』では、エルサルバドルで大変な海外ボランティアをする姿が放映された。
2013年の歴史ドラマ『奇皇后 〜ふたつの愛 涙の誓い〜』のタルタル役では、まばたきをしない気迫や目遣いなど、現代ドラマでは見られない立ち振る舞いに演技派、実力俳優と評され、芸名よりもタルタルという名前で知名度が上がった。女性キ・ヤンを陰で支える頭脳明晰な策士であり、腕も立つタルタル将軍には女性ファンから「脳がセクシーな男」というキャッチコピーがつけられた。「タルタルという役がここまで視聴者から愛されるとは思っていなかったし、今後もこのようなキャラクターができる機会があるかもわからない」とコメントしている。タルタル役の俳優がどんな人なのかとインタビューが殺到したが、「撮影中なので人気に実感が湧かない」と首を傾げる様子や、劇中に見ることができない笑顔のギャップで彼の魅力はさらに上がった。本人に「魅力は？」と尋ねると困りながら「鎖骨でしょうか？」とアピールしているものの、この頃から周囲に言われるとおり「目と声がいいと言われます」と答えるようになった。
『奇皇后 〜ふたつの愛 涙の誓い〜』ヤン役のハ・ジウォンと写っている画像がきっかけで恋愛報道が持ち上がったが、同日に「ハ・ジウォンとは同い年で友達だ。理由もなく僕とそうなったみたいでハ・ジウォンに申し訳ない」と説明している。
ターニングポイントになったと本人も語るタルタル役に続き2014年『弁護士の資格～改過遷善』では出番こそ少ないもののクールな判事を演じ、その後イケメン俳優としてのオファーが続いた。2014年に主演した『マイ・シークレットホテル』では監督に「もっと自分らしくリラックスしてやるといい」と言われ、アドリブや自分らしい演技を多く出せたと語っている。
2015年 JTBC『BOX（ボックス）박스 』（2015.09.05）に4年ぶりのバラエティー番組に挑戦。『BOX』は、四方が囲まれた密室で繰り広げられる心理サバイバルで、ゲーム方法が決まっていない。制限時間内に競争相手をどのように脱落させるかは出演者が決定するなか、チン・イハンはバスケットボールで一発シュートを決め、秘めた真価を発揮した。
2015年 OtvN『 Useful Men（役に立つ男達/使える男たち）쓸모있는 남자들 』（全8回）は、女性のリアルな悩みに耳を傾け女心を100％満足させる“役に立つ男”になるべく集まった男4人のバラエティー番組。これまで端役でも重厚な役が多かったので本来のチン・イハンを知ってもらおうと自ら出演した。食事、リフォーム、スーパーで買い物、プレゼント選び、料理、女性は誰？、掃除、1位の男、身長問題、キムチ漬け、運転を教える、子供の世話、その他、隠しカメラでチン・イハンの素性が垣間見られる。他のバラエティ番組MBC『 RADIO STAR 라디오스타 』（2015.09.30）に出演の際、特技を持っているゲストで呼ばれた回でも素が見て取れる。また、2015年3月と12月に、日本でファンミーティングを開催した。
2015年ドラマ『やってきた !ファミリー』で、相続争いをする大家族と財産狙いのよそ者なかで、エリート大学卒業の優しい孫役を主演で演じた。
2016年4月、韓国のコスメブランド Skin deCeleb の初代モデルに抜擢され、宣伝が話題になった。ブランド関係者は「強さと優しさを同時に感じる俳優だ」、とモデルに選んだ背景を説明している。コスメのモデルに選ばれたことで整形の噂が出たが、そのような事実はない。
2016年ドラマ『黄金のポケット』は、愛に飢える冷酷な天才医師が記憶をなくし、真実の愛、家族とは何かに目覚めていく思いやりにあふれた恋愛物語で主演を務めた。
『黄金のポケット』からキム・ジハンに改名した。改名理由は「ターニングポイントが必要な時期だと考えた。初心に戻ろうという意味と新たに始めようという意味で新しい活動名を持つこととなった」と述べた。
2018年ドラマ『クロス 크로스 』で専門医の深く厳しい印象を残した。復讐に燃える天才医師と、攻防する医師たちが臓器移植をメインに繰り広げる医療サスペンスドラマで、権力のある医院長の息子役で助演。
『クロス 크로스 』から芸名をチン・イハンに戻した。
2018年10月公開の映画、『黒い海（검은 바다）』に、組織のブレイン・ボスの右腕役で出演予定だ。
チン・イハン の先月のアクセス数

## ドラマ
- 2003年 SBS週末特別企画『スクリーン』5話、17話（セガボックス社員/バーテンダー役）※新人のため2役
- 2007年 KBS2月火ドラマ『漢城別曲』主演パク・サンギュ役（捕庁下級軍官）全8話
- 2007年 KBS2月火ドラマ『いい加減興信所』8話のみ キム・ジュンス役（成金息子でプレイボーイ）
- 2008年 MBC水木ドラマ『どなたですか？～天国からのメッセージ〜』助演シン・ジェハ役（ギャラリーU代表）全17話
- 2008年 MBC週末ドラマ『ラブリー・ファミリー黄金期』主演イ・ギ役（ファンの弟、ミュージカル俳優志望）全53or56話
- 2010年 KBS1連続ドラマ『風吹くよき日』主演チャン・テハン役（チャン家長男、WB乳業課長）全173話（1話45分）2010年2月1日～2010年10月1日
- 2011年 MBC毎日シットコム『まるごとマイ・ラブ』83話から準主演チョン理事役(チョン・テプン役)チョン室長の兄、キム院長の投資顧問 全210話（1話23分）2010年11月8日～2011年9月16日 月～金（19:45～
- 2011年 MBC週末特別企画『愛情万々歳』準主演ハン・ジョンス役（ジェミの元夫、お粥店経営）全57話
- 2011年 MBNシットコム『来た来た 、マジで来た』主演コ・チャニョン役（スジンの幼なじみ、離婚専門弁護士）全60話
- 2011年 MBN週末ドラマ『 What's Up（ワッツ・アップ） 』9〜13、19、20話 端役カン・ミヌ役（チェヨンの所属事務所の理事）全20話
- 2012年 KBS2寸劇『KBSドラマスペシャル-もう一度ウェディング』主演ソ・インジェ役（チェ・ハギョンの元夫）単発 2012年12月23日（23:45～
- 2012年 MBC週末特別企画『Dr.JIN』助演ホン・ヨンフィ役（ホン・ヨンレの兄）全24話
- 2013年 SBC『主君の太陽』1話のみ ユ・ヘヨン役（イリョンの婚約者、サッカー選手）
- 2013年 MBC月火特別企画『奇皇后 〜ふたつの愛 涙の誓い〜』助演タルタル役（ペガンの甥、元の将軍・策士）全51話
- 2014年 MBC水木ドラマ『弁護士の資格～改過遷善』助演チョン・ジウォン役（判事、のちに弁護士）全16話
- 2014年 tvN月火ドラマ『マイ・シークレットホテル』主演ク・ヘヨン役（サンヒョの元夫、建築事務所所長）全16話
- 2015年 SBS週末劇場『やってきた !ファミリー』主演チェ・ドンソク役（優秀で優しい孫）全20話
- 2016年 tvN月火ドラマ『キスして幽霊！〜Bring it on, Ghost〜（英語版）』ゲスト出演13〜14話 ヒョンミン役（シン・スギョンの恋人）
- 2016年 MBC毎日特別企画『黄金のポケット』主演ハン・ソクフン役（当初、冷酷な天才医師）全122話（1話30分）
- 2018年 tvN月火ドラマ『クロス 크로스 』助演イ・ジュヒョク役（ソンリム病院病院長の息子、臓器移植センター専門医）全16話
- 2023年『オアシス ～君がいたから～』(오아시스／Oasis ) オ・マノク役：ファン・チョンソンの右腕。2023年3月6日 ～4月25日放送　全16話。チャン・ドンユン、ソル・イナ、チュ・ヨンウ主演で2023年3月6日から4月25日まで、毎週月曜と火曜21時50分にKBS2で放送された。

## バラエティTV番組
- 2003年 KBS2『山荘ミーティング〜バラの戦争（산장미팅 장미의 전쟁）』
- 2008年 MBC 『世界の中を変えるクイズ!（세바퀴）』2010年8月28日 単発
- 2010年 KBS2『Happy Together（해피투게더）』2010年9月5日 単発
- 2011年 KBS2『命名 受けました（명받았습니다）』2011年 1月1日〜2011年5月28日（毎週土曜日18:30～19:55）レギュラー出演
- 2012年 MBC 『コイカの夢（코이카의 꿈）』全8回 2012年9月23日〜2012年11月11日（毎週日曜日16:15〜）レギュラー出演
- 2015年 JTBC『BOX（박스）』2015年 9月5日 （土曜日23:00～）単発
- 2015年 MBC 『RADIO STAR（라디오스타）』2015年9月30日 単発
- 2015年 OtvN『Useful Men（役に立つ男達/使える男たち）쓸모있는 남자들 』全8回 2015年 11月8日〜12月27日（1回75分）レギュラー出演

## 映画
- 2004年 『恋する神父』クォン・サンウ、ハ・ジウォン主演（エキストラ＝神学生7役）
- 2006年 『グッドラック 굿 럭 』デビッド役（インターネット映画[5]）
- 2010年 『脱出（Break Away）탈주』準主演パク・ミンジェ役（上等兵）
- 2019年『フェイスレス　顔のないボス（얼굴없는 보스）』ク・チョルフェ役（組織のブレイン、主人公サンゴンの右腕　チョルラド（全羅道）派）

## ミュージカル
- 2002年『UFO』※台詞なし。身振りや音、リズムとビートだけで構成された2時間作品[7]
- 2004年『lunatic（ルナティック）』나제비 役
- 2004年『Padam Padam Padam（パダムパダムパダム）』テオ役[3]
- 2005年『Footloose（フットルース）』主役レイ役
- 2006年『Footloose（フットルース）』主役レイ役

## 演劇
- 2005年 『地下鉄1号線 지하철 1호선 』ロックミュージカル
- 2007年 『第六大陸 육분의 륙 』

## MV（ミュージックビデオ）
- チョン・テチュン 、 パク・ウンオク 『また最初の車を待って』
- T-ara（ティアラ） 『初めてのように』
- Untouchable（アンタッチャブル） 『Tell me why』
- ソ・テジ 『Live Wire』
- 4men『Once While Living』
- 4men『I Can't』